# Паломар 12
Паломар 12 представляет собой шаровое скопление (тип XII) в созвездии Козерога и относится к гало галактики Млечный Путь. Оно сравнительно молодое, на 30 % моложе большинства шаровых скоплений Местной группы, его возраст составляет всего 6.5 млрд лет. Однако скопление богато металлами с металличностью [Fe/H] ≈ −0,8. Средняя светимость Mv = −4,48. Радиус скопления 162 ± 8 св. лет.
На фотопластинках Паломарского Обзора Неба первыми его обнаружили Роберт Дж. Харрингтон и Фриц Цвикки, каталогизировав как шаровое скопление. Однако сам Цвикки считал, что на самом деле это близлежащая карликовая галактика Местной группы.
На основании изучения собственного движения в 2000 году было предположено, что скопление было захвачено нашей галактикой 1,7 млрд лет назад, а первоначально принадлежало карликовой галактике в Стрельце. В настоящее время, по общему мнению, считается, что оно входило в его состав (Cohen 2004, Sbordone et al. 2006).

## Изображения
Гал.долгота 30,5101° 

Гал.широта -47,6817° 

Расстояние 63 600 св. лет